# المقاومة الفرنسية

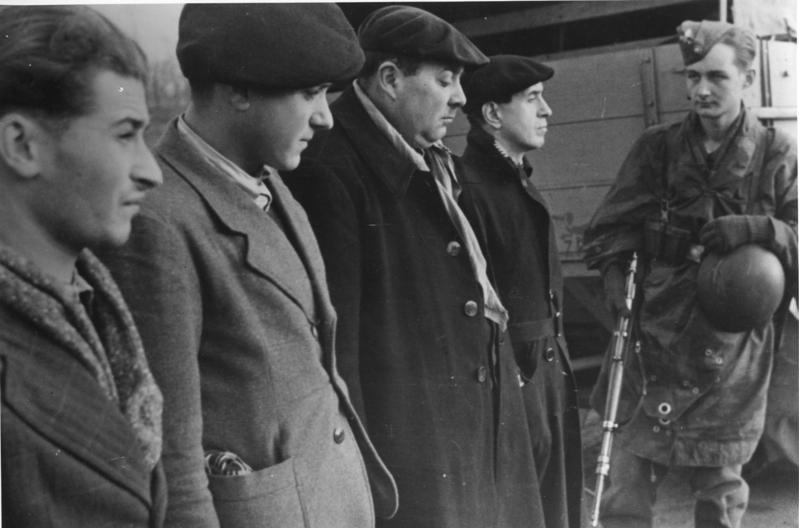
سجناء من المقاومة في فرنسا، يوليو 1944

المقاومة الفرنسية (بالفرنسية: La Résistance)‏ هي الاسم الجامع لحركة المقاومة الفرنسية التي حاربت ضد الاحتلال الألماني لفرنسا، ونظام الحكم المتآمر من طرف حكومة فرنسا فيشي خلال الحرب العالمية الثانية. كونت المقاومة مجموعات صغيرة من رجال ونساء مسلحين والتي أشاروا إليها باسم الماكيز (maquis) كانوا يقومون بنشر الصحافة السرية وشبكة محطات إذاعية ك إذاعة لندن الفرانسية لمساعدة جنود الحلفاء. كانت المقاومة تتكون من كافة طبقات المجتمع، من الكنيسة الرومانية الكاثوليكية المحافظين (بما فيهم الرهبان)، إلى اليهود، ليبراليين، لاسلطويين وشيوعيين.
لعبت المقاومة الفرنسية دورًا هامًا في تسهيل تقدم الحلفاء سريعًا عبر فرنسا عقب غزو نورماندي في 6 يونيو 1944، وغزو بروفنس الأقل شهرة بتاريخ 15 أغسطس، وذلك بتوفير معلومات استخباراتية عسكرية بشأن الدفاعات الألمانية المعروفة بالجدار الأطلسي وعمليات انتشار الفيرماخت وتشكيل المعركة. خططت المقاومة لأعمال تخريب في شبكة الكهرباء، ومرافق النقل، وشبكات الاتصالات ونسقت تلك الخطط ونفذتها. كان ذلك أمرًا ضروريًا لفرنسا على الصعيدين السياسي والأخلاقي، سواء في أثناء الاحتلال الألماني أو لعقود بعد ذلك، لأنها قدمت للبلاد مثالًا يُحتذى به للوفاء بالواجب الوطني، متصدية بذلك لخطر التهديد الوجودي الذي يحوم حول الأمة الفرنسية. تناقضت أعمال المقاومة تناقضًا ملحوظًا مع تواطؤ النظام الفرنسي الذي كان مقره في فيشي.
عقب عمليات الإنزال في نورماندي وبروفنس، جرى تنظيم العناصر شبه العسكرية لغرض المقاومة رسميًا، وكانت مجتمعة ضمن تسلسل هرمي للوحدات العاملة المعروفة باسم القوات الفرنسية الداخلية. قُدّر عدد عناصر القوات الفرنسية الداخلية آنذاك بمئة ألف عنصر في يونيو 1944، ونمت قواتها بسرعة وبلغت نحو 400 ألف عنصر بحلول أكتوبر من ذلك العام. رغم أن اندماج المؤسسة المالية الأجنبية كان في بعض الحالات محفوفًا بالمصاعب السياسية، إلا أنه كان ناجحًا في نهاية المطاف، وسمح لفرنسا بإعادة إنشاء رابع أكبر جيش في المشهد الأوروبي (1,2 مليون رجل) بحلول يوم النصر في أوروبا في مايو 1945.

## الاحتلال النازي
بعد معركة فرنسا واتفاقية الهدنة الفرنسية الألمانية الثانية، والتي وُقعت قرب كومبيين في الثاني والعشرين من يونيو عام 1940، تابع العديد من الفرنسيين حياتهم بشكل طبيعي إلى حد ما في البداية، لكن وبعد فترة قصيرة بدأت سلطات الاحتلال الألماني وحكومة فيشي الفرنسية المتواطئة معها بتطبيق تكتيكات وحشية وقمعية بشكل مطرد للتأكد من خضوع الشعب الفرنسي. على الرغم من أن غالبية الشعب الفرنسي لم تتعاون أو تقاوم بشكل مفرط، حث احتلال الأراضي الفرنسية والسياسات الألمانية شديدة القسوة أقلية ممتعضة من السكان الفرنسيين على تشكيل مجموعات شبه عسكرية مخصصة للمقاومة الفعالة أو السلبية.
كان أحد شروط اتفاقية الهدنة هو دفع الفرنسيين تكاليف احتلال بلادهم، أي أن الفرنسيين كانوا مجبرين على تغطية النفقات المترتبة عن العناية بجيش الاحتلال المؤلف من 300,000 جندي. وصل هذا العبء المادي إلى مبلغ 20 مليون رايخ مارك ألماني في اليوم، وهو مبلغ كان يساوي في مايو من عام 1940 نحو 400 مليون فرنك فرنسي. (حُدد سعر الصرف الصنعي للرايخ مارك مقابل الفرنك الفرنسي افتراضيًا بمارك واحد لقاء كل 20 فرنك فرنسي).
بسبب المبالغة في تقدير قيمة العملة الألمانية، تمكن المحتلون من عقد اتفاقيات شراء وطلبات تبدو ظاهريًا عادلة ونزيهة، في حين كانوا عمليًا يعملون ضمن شبكة من النهب المنظم. شهدت الأسعار ارتفاعًا مفرطًا، ما أدى إلى موجات واسعة من النقص في الطعام وسوء التغذية، خصوصًا ضمن الأطفال والمسنين وأفراد الطبقة العاملة المنخرطين في مجالات العمل الجسدية. حدث نقص كبير في اليد العاملة أيضًا ما عرقل الاقتصاد الفرنسي، وذلك بسبب خسارة مئات آلاف العمال الفرنسيين الذي أُلقي القبض عليهم واقتيدوا للعمل الإجباري ضمن نظام خدمة العمل الإجباري (إس تي أو).
ازداد نقص اليد العاملة سوءًا نتيجة احتفاظ ألمانيا بعدد كبير من الفرنسيين كأسرى حرب في السجون الألمانية. بعيدًا عن هذه الصعوبات والتنقلات، أصبح الاحتلال الألماني مع الوقت أمرًا لا يطاق. لعبت الأنظمة الشاقة والرقابة الصارمة والبروباغاندا المستمرة وحظر التجول الليلي دورًا في تشكيل جو من الخوف والقمع. أثار منظر امرأة فرنسية ترافق الجنود الألمان غضب العديد من الرجال الفرنسيين، لكن ذلك في بعض الأحيان كان الطريقة الوحيدة التي تتمكن بها النساء من تأمين الطعام الكافي لعائلاتهن.
انتقامًا من نشاطات المقاومة، فرضت السلطات الألمانية أشكالًا قاسية من العقوبات الجماعية. على سبيل المثال، أدى ازدياد عنف المقاومة الشيوعية في أغسطس من عام 1941 إلى اعتقال آلاف الأسرى من مجموع السكان. ذكر بيان سياسي نمطي مخططات الألمان بالقول: «بعد كل حادثة أخرى، سوف نطلق النار على عدد يمثل شدة الجريمة المقترفة». خلال فترة الاحتلال، يُقدر أن 300,000 مواطن فرنسي قُتلوا رميًا بالرصاص بهدف إثارة خوف الآخرين الذين شاركوا في حركات المقاومة. مارست القوات الألمانية في بعض الأحيان مجازر بحق الفرنسيين مثل مجزرة أورادور سور غلان، والتي دمر فيها الألمان قرية بالكامل وقتلوا جميع سكانها تقريبًا عقوبة للسكان على نشاطات المقاومة المستمرة في محيط القرية.
في أوائل عام 1943، شكلت سلطات حكومة فيشي مجموعة شبه عسكرية عُرفت باسم الميليس (ميليشيا) بهدف محاربة المقاومة الفرنسية. عملت هذه القوات إلى جانب الجيش الألماني الذي كان منتشرًا على امتداد الأراضي الفرنسية بحلول نهاية عام 1942. تعاونت هذه المجموعة مع النازيين بشكل مقرب، وكانت نسخة لحكومة فيشي من قوات أمن الغيستابو (الشرطة السرية الألمانية) في ألمانيا. تميزت نشاطات هذه المجموعة بالوحشية غالبًا وتضمنت التعذيب والإعدام للمشتبهين بمشاركتهم في المقاومة. بعد تحرير فرنسا في صيف عام 1944، أعدم الفرنسيون عددًا كبيرًا من عناصر الميليس المقدر عددهم بنحو 25,000 إلى 30,000 عنصر لقاء خيانتهم. هرب الكثير ممن فر من الاعتقال إلى ألمانيا، حيث انضموا إلى فرقة شارلمان من الجناح العسكري للفافن إس إس.

## التسلسل الزمني

### 1940: الصدمة الأولى، والإجراءات المضادة
في أعقاب هزيمة فرنسا بتاريخ يونيو 1940، أجمعت الآراء على انتصار ألمانيا بالحرب، وساد الشعور بعدم جدوى المقاومة نظرًا للحتمية الواضحة والمتمثلة بانتصار الرايخ الألماني. كانت تجربة الاحتلال شديدة الإرباك النفسي بالنسبة للفرنسيين لأن ما كان مألوفًا وآمنًا لهم ذات يوم أصبح غريبًا ومُهددًا. لم يتمكن العديد من أهل باريس من تجاوز الصدمة حين شاهدوا في البداية أعلام الصليب المعقوف الضخمة المعلقة على قاعة دي فيل وعلى قمة برج إيفل. عُلّقت لافتة ضخمة على واجهة قصر بوربون، حيث جرى تحويل مبنى الجمعية الوطنية الفرنسية إلى مكتب كومانودانت فون جروس في باريس، كُتب فيها بأحرف كبيرة: «ألمانيا مُنتصرة على كافة الجبهات!» علامة ذكرتها في الواقع جميع الروايات الباريسية آنذاك. كتب المقاوِم السير هنري فريناي أن مشاهدة اختفاء العلم ثلاثي الألوان من باريس ورفرفة العلم المعقوف في مكانه ووقوف الجنود الألمان في الحراسة أمام المباني التي كانت مقرًا لمؤسسات الجمهورية منحه «شعورًا بالاغتصاب». كتب المؤرخ البريطاني إيان أوسبي:
«حتى اليوم، ما يزال الأشخاص غير الفرنسيين أو الذين لم يعايشوا الاحتلال يشعرون بالقليل من صدمة الإنكار عندما ينظرون إلى صور الجنود الألمان الذين يسيرون في شارع الشانزلزيه أو اللافتات الألمانية على الطراز القوطي خارج المعالم الكبرى لباريس. لا تبدو هذه المشاهد غير حقيقية فحسب، بل تكاد أن تكون سريالية على نحو متعمد، وكأن هذا الارتباط غير المتوقع بين الألمان والفرنسيين، والفرنسيين والألمان، كان خدعة قامت بها حركة دادا لا سجلًا تاريخيًا واقعيًا. هذه الصدمة ليست سوى صدى بعيد لما تعرض له الفرنسيون في عام 1940: حيث شهدوا منظرًا مألوفًا يتحول لغير ذلك جراء إضافة معالم غير مألوفة، وتحول الحياة بين المعالم اليومية إلى حياة غريبة فجأة، وفقدان الشعور بموطنهم في أماكن ألِفوها طيلة حياتهم».
كتب أوسبي أنه بحلول نهاية صيف عام 1940: «بدا الوجود الأجنبي، الذي تزداد سرًا كراهيته والخشية منه، باقيًا ومستمرًا، حتى أنه أصبح أمرًا مفروغًا منه في الحياة العامة حيث يتواصل النشاط اليومي». شهدت فرنسا، في الوقت نفسه، حالة من التخفي، إذ أُعيد تسمية المباني، وحُظرت الكتب، وسُرقت الأعمال الفنية لأخذها إلى ألمانيا، فبدأ الناس في الاختفاء، وذلك لاضطرار الفرنسيين، بموجب هدنة يونيو 1940، إلى اعتقال الألمان والنمساويين، الذين فروا إلى فرنسا في ثلاثينيات القرن، وترحيلهم إلى الرايخ.
قامت المقاومة، التي بدأت أول مرة في صيف عام 1940، على ما سماه الكاتب جان كاسو الرفض السخيف، والمتمثل في رفض قبول فكرة انتصار الرايخ، ومقاومته حتى في حالة انتصاره، إذ إن مقاومته تُعد الخيار الأفضل. غالبًا ما تحدث العديد من المقاومين، عندما رأوا ظلمًا لا يُحتمل، عن «لحظة فاصلة» لم يعد بمقدورهم، من بعدها، البقاء مكتوفي الأيدي. قال المقاوم جوزيف بارتلت لوكيل منظمة تنفيذ العمليات الخاصة البريطانية جورج ميلر إن «لحظته الفاصلة» حدثت عندما رأى الشرطة العسكرية الألمانية تقتاد مجموعة من الفرنسيين، أحدهم كان صديقًا له، نحو الدرك الميداني فيلدجندري في ميتز. تحدث بارتلت قائلًا: «لم أتعرف عليه إلا من خلال قبعته. من خلال قبعته فحسب، أقول ذلك لأنني كنت أنتظر على جانب الطريق لأراه يمر. ولقد رأيت وجهه بالفعل، لكنه كان بلا جلد، ولم يستطع رؤيتي. فقد غارت كلتا عينيه المسكينتين في كدمات أرجوانية وصفراء». ذكر هنري فريناي، مقاوم يميني تعاطف في البداية مع الثورة الوطنية، أنه عندما رأى الجنود الألمان في باريس في صيف عام 1940، أدرك أنه كان عليه أن يفعل شيئًا لدعم الشرف الفرنسي، وذلك بسبب الازدراء الذي رآه في وجوه الألمان حينما ينظرون إلى الفرنسيين. اقتصرت المقاومة، في بداية الأمر، على أعمال من قبيل قطع خطوط الهاتف، وتخريب الملصقات، وتمزيق إطارات السيارات الألمانية. كانت الصحف السرية، كصحيفة متحف الإنسانية، التي جرى تداولها في الخفاء، شكلًا آخرًا من أشكال المقاومة. أسس الأستاذين بول ريفيه والمهاجر الروسي بوريس فيلدي، صحيفة متحف الإنسانية في يوليو 1940. أسس جان كاسو، في الشهر نفسه، يوليو 1940، جماعة مقاومة في باريس، في حين أسس أستاذ القانون الكاثوليكي الليبرالي فرانسوا دي منتون جماعة ليبرتي في ليون.
تأسست، بأوامر من تشرشل، في 19 يوليو 1940، منظمة تنفيذ العمليات الخاصة البريطانية بهدف «إشعال النار في أوروبا». ترأس موريس بكماستر الفرقة إف من المنظمة وقدم دعمًا كبيرًا للمقاومة. أسس فريناي، ابتداءً من مايو 1941، حركة كومبات، وهي واحدة من أولى جماعات المقاومة. كان فريناي يجند الأشخاص في كومبات من خلال طرح أسئلة على الناس من قبيل ما إذا كانوا يعتقدون أن بريطانيا لن تُهزم، وإذا كانوا يعتقدون أن نصرًا ألمانيًا يستحق أن يُهزم، واستنادًا إلى الإجابات التي يتلقاها، يسأل أولئك الذين كان يعتقد أنهم يميلون إلى المقاومة: «الرجال يتجمعون بالفعل سرًا. هلا تنضم إليهم؟». كتب فريناي، في وقت لاحق، وقد كان من المقرر أن يبرز كأحد الرؤساء البارزين في المقاومة: «أنا نفسي لم أهاجم وكرًا للمتعاونين مع الإحتلال أو قطارات خرجت عن مسارها. ولم أقتل أبدًا بيدي عميلًا ألمانيًا أو عميلًا للجستابو». انقسمت كومبات، لأسباب أمنية، إلى مجموعة من الخلايا التي لا تعرف بعضها بعضًا. كانت مجموعة انترالي، قليلة الحظ، من بين مجموعات المقاومة المبكرة الأخرى التي تأسست في صيف عام 1940، وهي مجموعة يقودها مهاجر بولندي يُدعى رومان تشيرنياسكي، وقد نقلت معلومات استخبارية من جهات الاتصال في المكتب الثاني لهيئة الأركان العامة إلى بريطانيا عن طريق جواسيس من مرسيليا. اعتقل الألمان، في وقت لاحق، إحدى أعضاء الجماعة، وهي الفرنسية ماتيلد كاريه، التي كان يُطلق عليها اسم القطة، وقد خانت الجماعة.
بقي جهاز الاستخبارات الفرنسي، المكتب الثاني لهيئة الأركان العامة، مواليًا لقضية الحلفاء على الرغم من كونه اسميًا تحت سلطة فيشي، وقد جمع المكتب الثاني معلومات استخبارية عن ألمانيا، واحتفظ بصلاته بالمخابرات البريطانية والبولندية، وأخفى سرًا يتعلق بابتكار المخابرات البولندية، قبل الحرب العالمية الثانية، طريقة لكسر شفرة آلة إنجما التي كانت تستخدم لتشفير الرسائل اللاسلكية الألمانية، وذلك عن طريق حاسوب ميكانيكي يُعرف باسم بومبي. واصل عدد من كاسري الشفرات البولنديين، الذين طوروا حاسوب بومبي في ثلاثينيات القرن، العمل لدى المكتب الثاني كجزء من فريق مركز كاديكس لكسر الشفرات الألمانية. انخرط العديد من عمال السكك الحديدية، في صيف عام 1940، في مقاومة ارتجالية، وذلك بمساعدة الجنود الفرنسيين الراغبين في مواصلة النضال مع الجنود البريطانيين والبلجيكيين والبولنديين، العالقين في فرنسا، على الفرار من المنطقة المحتلة إلى المنطقة غير المحتلة أو إلى إسبانيا. أصبح كذلك عمال السكك الحديدية العملاء الرئيسيين لتوصيل الصحف السرية في جميع أنحاء فرنسا.
كان، إسرائيل كارب، مهاجر بولندي يهودي، أول من أعدمهم الألمان، إذ أُطلق عليه النار في بوردو، في 28 أغسطس 1940، لاستهزائه بعرض عسكري ألماني في شوارع بوردو. كان بيير روش، البالغ من العمر 19 سنة، أول فرنسي أُطلق عليه النار بسبب المقاومة، وذلك في 7 سبتمبر 1940، بعد أن ضُبط وهو يقطع خطوط الهاتف بين مدينتي رويان ولا روشيل. أعلن الحاكم العسكري لفرنسا، الجنرال أوتو فون شتولناجل، في بيان صحفي، في 10 سبتمبر 1940، أنه لن يرحم أولئك المتورطين في أعمال التخريب، وسيطلق النار على جميع المخربين. واصل المزيد من المقاومين، على الرغم من تحذيره، الانخراط في أعمال التخريب. أُطلق النار، في 11 سبتمبر، على المزارع لويس ليير، بتهمة القيام بأعمال تخريب في إبنال، وعلى الميكانيكي مارسيل روسييه، في 12 سبتمبر، في مدينة رين. أُطلق النار مرة أخرى في أكتوبر 1940، وثلاث مرات أخرى في نوفمبر 1940.